# Шотландская епископальная церковь
 Шотла́ндская епископа́льная це́рковь (гэльск. Eaglais Easbaigeach na h-Alba, англ. The Scottish Episcopal Church) — христианская церковь в Шотландии, состоящая из семи диоцезов и являющаяся членом Англиканского сообщества. С XVII века называется «епископальной» для отличия от пресвитерианской Церкви Шотландии. Как член Англиканского сообщества, Шотландская епископальная церковь признает первенство Архиепископа Кентерберийского, который, однако, не имеет какой-либо юрисдикции в Шотландии. Нынешний примас церкви епископ Дэвид Чиллингворт.
С июня 2017 года в церкви разрешено венчание однополых пар.